# Acacia saltiana
Acacia saltiana é uma espécie de leguminosa do gênero Acacia, pertencente à família Fabaceae.